# Lijst van vlaggen van Zuid-Koreaanse deelgebieden
Dit artikel bevat een lijst van vlaggen van Zuid-Koreaanse deelgebieden. Zuid-Korea bestaat uit negen provincies (genaamd do), zes grote steden (Gwangyeoksi), en één bijzondere stad (Seoel).
Net als Japan, Canada, Rusland en verschillende andere landen werden de vlaggen van de deelgebieden van Zuid-Korea binnen enkele jaren tijd de een na de ander ingesteld. Ook is er een streven de onderscheiden vlaggen binnen een bepaald deelgebied een zekere gelijkheid in model te geven. De vlaggen van Zuid-Koreaanse deelgebieden dragen alle logo's op een vlag; de vlaggen in de deelgebieden van Duitsland vertonen een voorkeur voor banen met daarop een staatswapen; de vlaggen in Colombia bestaan uitsluitend uit banen. In verschillende opzichten lijken de Zuid-Koreaanse stads- en provincievlaggen op de vlaggen van de prefecturen in Japan: beide zijn typisch grafische ontwerpen, veelal staat de naam van het land op de vlag (iets wat men ook in de Verenigde Staten ontmoet), en opvallende kleuren, zoals bruin en purper, die men anders weinig in vlaggen nogal eens verwerkt.
Elke deelgebieden in Zuid-Korea heeft zijn eigen vlag - de provincies, grote steden en speciale steden. Deze hebben onlangs veranderingen ondergaan in die zin dat veel vlaggen nu modernistische logo's hebben. Sommige hebben teksten met de volledige naam van de provincie of stad, soms zelfs met een slogan in het Engels.

## Vlaggen van provincies
| Kaart | Provincie         | Vlag | Artikel over de vlag       | Ratio | Ingebruikname  |
| ----- | ----------------- | ---- | -------------------------- | ----- | -------------- |
|       | Chungcheongbuk-do |      | Vlag van Chungcheongbuk-do | 2:3   | 6 oktober 2023 |
|       | Chungcheongnam-do |      | Vlag van Chungcheongnam-do | 2:3   | 2012           |
|       | Gangwon-do        |      | Vlag van Gangwon-do        | 2:3   | 10 juni 2023   |
|       | Gyeonggi-do       |      | Vlag van Gyeonggi-do       | 2:3   | 2021           |
|       | Gyeongsangbuk-do  |      | Vlag van Gyeongsangbuk-do  | 2:3   | 1997           |
|       | Gyeongsangnam-do  |      | Vlag van Gyeongsangnam-do  | 2:3   | 1999           |
|       | Jeju-do           |      | Vlag van Jeju-do           | 2:3   | 2009           |
|       | Jeollabuk-do      |      | Vlag van Jeollabuk-do      | 2:3   | 2024           |
|       | Jeollanam-do      |      | Vlag van Jeollanam-do      | 2:3   | 2016           |

## Vlaggen vangwangyeoksien Sejong, Seoel
| Kaart | Stad    | Vlag | Artikel over de vlag | Ratio | Ingebruikname    |
| ----- | ------- | ---- | -------------------- | ----- | ---------------- |
|       | Busan   |      | Vlag van Busan       | 2:3   | 16 mei 2023      |
|       | Daegu   |      | Vlag van Daegu       | 2:3   | 28 december 2001 |
|       | Daejeon |      | Vlag van Daejeon     | 2:3   | 18 maart 1995    |
|       | Gwangju |      | Vlag van Gwangju     | 2:3   | 2000             |
|       | Incheon |      | Vlag van Incheon     | 2:3   | 1996             |
|       | Sejong  |      | Vlag van Sejong      | 2:3   | 2012             |
|       | Seoel   |      | Vlag van Seoel       | 2:3   | 28 oktober 1996  |
|       | Ulsan   |      | Vlag van Ulsan       | 2:3   | 1997             |